# Перов, Александр Леонидович
Алекса́ндр Леони́дович Перо́в (16 марта 1957, Московская область) — советский и российский журналист, издатель, медиаменеджер, специалист в области связей с общественностью, автор и исполнитель песен (бард). Колумнист, член творческих союзов России (журналистов, литераторов, писателей). В качества главного редактора возглавлял крупнейшие деловые издания России — «Коммерсантъ» и «Профиль».

## Образование
- Окончил музыкальную школу-семилетку по классу фортепиано.
- Окончил в 1981 году Московский Государственный институт культуры (МГИК), театрально-режиссёрское отделение. До этого (1974—1977) учился на факультете самолётостроения Московского авиационного института (МАИ).
- В 1991 году прошёл персональную стажировку в The Wall Street Journal под руководством старшего вице-президента AP-Dow Jones Джима Оттауэя-младшего (англ. Jim Ottaway Jr.)[6].

## Карьера

### Начало
- Журналистикой начал заниматься в 1982 году в качестве внештатного репортёра радиостанции «Юность», в группе журналиста Максима Кусургашева.
- В конце 1982 года стал корреспондентом отдела информации газеты «Московский комсомолец»[7]. С 1985 по 1987 годы возглавлял этот отдел, известный своими «неполитическими» тематическими страницами «МК-суббота», «Только для вас» и более всего — «Звуковой дорожкой». Работая в «МК», первым открыл для прессы «Лицедеев» Славы Полунина, будущего патриарха российского фолк-попа Владимира Назарова. Во второй половине 80-х опубликовал серию интервью со знаковыми фигурами мировой культуры — гитаристом Пако Де Лусией, танцовщиком и балетмейстером Антонио Гадесом, композитором Рави Шанкаром и другими.
- В 1989 году, в компании с «огоньковцами» Валентином Юмашевым, Юрием Феклистовым и «известинцем» Андреем Иллешем принимал участие в выпуске номера голландского еженедельника Panorama, целиком посвященного взгляду советских журналистов на Голландию.

### «Коммерсант»
- Летом того же 1989 года вместе с коллегой Ксенией Пономарёвой начал создавать первый в СССР отдел деловых новостей (business-news) для еженедельника «Коммерсант» Владимира Яковлева. Вспоминая об этом периоде, рассказывает[7]:

Главное — это принципы работы с информационным потоком. Яковлев к тому моменту имел отчетливую картину, идеологию того, что должно делаться, какой должна быть новая ежедневная газета. Ну, а мы, собрав опыт Wall Street Journal, Financial Times, других западных изданий, получили представление о том, каким образом претворить его идеи в жизнь… Ну, и впервые введённая в России, а потом ставшая нарицательной система dead-lines: Яковлев поставил не только на технологию, но и на предельную дисциплинарную жесткость — любая, даже самая малая задержка материала в пути от репортёра до газетной полосы каралась внушительными штрафами.
- С 1990 по 1994 годы последовательно занимал в Издательском доме «Ъ» посты редактора отдела деловых новостей, заместителя главного редактора еженедельника «Коммерсантъ»[8], главного редактора «Коммерсанта-Daily»[9], директора информационного агентства «NewsBox» (прообраза Информационного центра Издательского дома «Коммерсантъ»).
- Произнёс фразу:

Наша газета технологична настолько, что она выйдет в срок даже в том случае, если все её сотрудники умерли три дня назад

### Агентства
- Параллельно, с 1993 года, вместе с Валерием Бардиным начал прорабатывать идею создания первого в России сетевого СМИ — информационного агентства, работающего в сети Интернет.
- С 1994 по 1997 год в качестве генерального директора возглавлял создание и деятельность этого агентства, получившего название «Национальная служба новостей» (НСН) и ставшего особенно известным после освещения в режиме онлайн президентских выборов 1996 года, «Будённовского рейда»  Басаева и захвата парома «Аврасия»[10]. Одной из основных, а впоследствии и основной деятельностью НСН стало создание Национальной электронной библиотеки (НЭБ) — крупнейшего в мире архива публикаций русскоязычных СМИ. Фонды НЭБ послужили в той или иной форме и степени основой для ныне существующих электронных библиотек («Интегрум», Public.ru и других).
- С 1997 по 2000 год участвовал в ряде[прояснить] медийных и политических проектов, связанных со сбором, обработкой и анализом информации.

### Издательский дом Родионова
- В 2000 году вернулся в печатные СМИ. В качестве заместителя главного редактора популярного российского еженедельника «Профиль» курировал экономический, а затем политический блоки издания. В декабре 2001 года стал главным редактором журнала, ставшего к тому моменту фундаментом Издательского дома Родионова (ИДР), а впоследствии — шеф-редактором ИДР, выпускавшего на тот момент, кроме «Профиля», политический еженедельник «Политбюро», ежемесячники «Карьера», «Paradox» и Moulin Rouge[7].
- Будучи главным редактором «Профиля», курировал обновление содержательной и дизайнерской модели журнала, а став шеф-редактором сменил редакционную команду убыточной на тот момент «Карьеры», пригласив возглавить её известного журналиста и медиаменеджера Евгения Додолева, под руководством которого журнал менее чем за год стал приносить прибыль[7].

### Экспертная работа
- В 2003 году решил завершить менеджерскую карьеру в средствах массовой информации, и с 2004 года в качестве эксперта и внешнего консультанта по российскому медиарынку начал сотрудничать с международной консалтинговой компанией Communications & Network Consulting (CNC). С 2004 по 2010 год сотрудничал с московским офисом CNC, разрабатывая и реализуя коммуникационные стратегии клиентов — крупнейших российских и международных компаний.
- В начале 2010 года вместе с коллегами из CNC Игорем Райхлиным и Любовью Гуровой основал компанию «Райхлин и партнеры» (Reichlin & Partners), специализирующуюся на управлении репутацией, разработке и реализации коммуникационных стратегий.
- С лета 2010 года по ноябрь 2014 — генеральный директор и партнёр компании «Райхлин и партнеры»[11][12].

### Издательская деятельность
- В 2012 году издал двухтомник стихов («Прогулка в сторону заката») и прозы («Ничего, кроме жизни»).
- С весны 2015 года по декабрь 2020 — в книгоиздательском бизнесе. Шеф-редактор Издательской группы «Точка», специализировавшейся на выпуске деловой, научно-популярной и учебной литературы.
- С февраля 2021 по август 2023 — заместитель главного редактора информационного ресурса Expert.ru.
- С сентября 2023 года — участие в книгоиздательских проектах (художественная, историческая проза) в качестве соорганизатора, редактора, литературного редактора.

## Профессиональный вклад
- Возглавляя отдел информации «Московского комсомольца», придумал и ввёл в 1986 году две рубрики, ставшие одной из отличительных черт газеты: «Срочно в номер!» и «Хронику происшествий». В 1987 году впервые со времен НЭПа добился права публиковать на странице «МК-суббота» графическую рекламу[7].
- В 1992 году сформулировал функциональные требования к первому в России программному продукту, автоматизировавшему работу редакционного комплекса и впоследствии получившему название «АСУ „Редакция“». АСУ «Редакция», разработанная Александром Калашниковым, Юрием Петровым и Александром Струковым, и её версии были установлены в ИД «КоммерсантЪ», журнале «Эксперт», газетах «Русский телеграф», «Россія» и т. д.
- В 1993 году разработал идеологию и внедрил на базе информационного агентства NewsBox интегрированную аппаратно-программную структуру информационного обеспечения издательского дома в условиях возникновения комплекса изданий (ежедневная газета, еженедельные и ежемесячные журналы)[7]. Совместно с одним из «отцов» российского Интернета Валерием Бардиным[13][14] организовал экспериментальный регулярный выпуск первой в России электронной версии ежедневной газеты («КоммерсантЪ-Daily»).

## Авторская песня
- Начал писать песни и исполнять их под гитару ещё учась в школе. Песенные пристрастия складывались под влиянием магнитофонных записей Окуджавы, Визбора, Городницкого, Кукина. Одним из сильнейших впечатлений того времени называет ранние вещи Виктора Луферова.
- Публично начал выступать со своими песнями в 1976 году. В 1977—1978 гг. неоднократно становился лауреатом фестивалей и конкурсов авторской песни, в том числе — X и XII Грушинских фестивалей.
- С 1978 года и почти до середины 80-х годов часто выступал с сольными концертами и в составе сборных концертов в Ленинграде, Киеве, в городах Сибири и др. Наиболее известные из песен того периода («Старая песня», «Морозки», «Цыганочка» и др.) включены в большинство сборников авторской песни и, в том числе, в вышедшую в году «Антологию».
- Перов написал тексты к детским песням композитора Григория Гладкова «Солдатик оловянный», «Новогодняя песенка».
- В 1978 году создал ансамбль «Звездочёты», исполнявший, помимо песен Перова, песни Булата Окуджавы, Виктора Берковского, Виктора Луферова, Юлия Кима, Веры Евушкиной и других известных авторов.
- В 1979 году «Звездочёты», в состав которых входили сам Перов, Галина Крылова, Алла Чиркова и Владимир Кузнецов[15], стали золотыми лауреатами XII Грушинского фестиваля, и вплоть до 1982 года ансамбль продолжал успешно выступать в Москве и других городах СССР. Отличительными чертами коллектива были нехарактерный для ансамблей того времени мультиинструментализм (кроме гитар в инструментальном сопровождении широко применялись скрипка, блок-флейта, банджо, труба, фортепиано) и оригинальные аранжировки Галины Крыловой — впоследствии одной из исполнительниц авторской песни, основателя Школы-студии авторской песни «Остров».
- В 1985 году написанная Владимиром Назаровым на слова Перова[16] и исполненная Ансамблем фольклорной музыки песня «Ах, карнавал!» стала неофициальным гимном XII Всемирного фестиваля молодежи и студентов в Москве.

## Увлечения
Кроме авторской песни увлекается альпинизмом, туризмом и горными лыжами, участвовал в многочисленных восхождениях и походах по Крыму и Северному Кавказу.